# Astiphromma tenuicorne
Astiphromma tenuicorne är en stekelart som först beskrevs av Thomson 1886.  Astiphromma tenuicorne ingår i släktet Astiphromma och familjen brokparasitsteklar. Arten är reproducerande i Sverige. Inga underarter finns listade.